# هوانغ دو-يون
هوانغ دو-يون (هانغل: 황도연) هو لاعب كرة قدم كوري جنوبي في مركز الدفاع، ولد في 27 فبراير 1991 في كوريا الجنوبية. شارك مع منتخب كوريا الجنوبية تحت 20 سنة لكرة القدم. أما مع النوادي، فقد لعب مع جيجو يونايتد.

## وصلات خارجية
- هوانغ دو-يون على موقع دوري كوريا الجنوبية (الإنجليزية)
- هوانغ دو-يون على موقع قاعدة بيانات كرة القدم.إي يو (الإنجليزية)
- هوانغ دو-يون على موقع Soccerway.com (الإنجليزية)
- هوانغ دو-يون على موقع عالم كرة القدم.نت (الإنجليزية)